# Cytora
Cytora é um género de gastrópode  da família Liareidae.
Este género contém as seguintes espécies:
- Cytora hirsutissima